# César Cielo
César Augusto Cielo Filho (Santa Bárbara d'Oeste, 10 de janeiro de 1987) é um nadador brasileiro campeão olímpico. Atualmente, defende a equipe de natação do Clube Náutico Marcílio Dias. No ano de 2023 César Cielo foi induzido ao Hall da Fama da Natação Internacional, com cerimônia organizada para os dias 29 e 30 de setembro de 2023. Em toda carreira, César Cielo soma 38 medalhas (24 ouros, 4 pratas e 10 bronzes).
Foi o primeiro — e ainda único — nadador brasileiro a ser campeão olímpico, após conquistar o ouro nos 50 metros livre nos Jogos Olímpicos de 2008 em Pequim, e o atleta brasileiro mais medalhado em Campeonatos Mundiais de qualquer esporte, com 19 medalhas. Aparece, ainda, na segunda posição entre os nadadores brasileiros com maior número de medalhas conquistadas em campeonatos internacionais (33 no total) como Jogos Olímpicos, Campeonatos Mundiais de Piscinas Longa e Curta, Jogos Pan Americanos e Pan Pacíficos (atrás apenas de Gustavo Borges, que tem 35) e o maior medalhista brasileiro em mundiais de piscina curta, com 11 medalhas.
Além da medalha de ouro nos Jogos Olímpicos de 2008 em Pequim, Cielo também conquistou mais duas medalhas em Olimpíadas, ambas de bronze, sendo uma nos 100 metros livre nos Jogos Olímpicos de 2008 e outra nos 50 metros livre nos Jogos Olímpicos de 2012. Foi ainda campeão mundial dos 100 metros livre em Roma 2009, e tricampeão mundial dos 50 metros livre em Roma 2009, Xangai 2011 e em Barcelona 2013, recordista mundial de ambas as provas. Ganhou três medalhas de ouro e uma medalha de prata nos Jogos Pan-Americanos de 2007 no Rio de Janeiro.
Recordista mundial dos 50 e 100 metros livre em piscina olímpica e 4x50  metros medley em piscina curta, também detém os recordes brasileiro e sul-americano nos 4x100 metros livre e 4x100 metros medley em piscina olímpica, dos revezamentos 4x50 metros livre em piscina curta (25 metros) e longa (50 metros), e dos 4x200 metros livre em piscina curta. É medalha de ouro nos 50 metros e 100 metros livre do Grand Prix de Missouri, em 2008.
Morou na cidade de Auburn, nos Estados Unidos, estudando e treinando na Universidade de Auburn. Foi considerado pela Revista Época um dos 100 brasileiros mais influentes do ano de 2009. Eleito melhor atleta ibero-americano do ano de 2009 e melhor atleta da década pela revista Sport Life. Seu desempenho nas piscinas também o vem levando a ser considerado, por parte da imprensa e de comentaristas esportivos, como o maior nadador da história da natação brasileira.

## Trajetória esportiva

### Início
Filho do pediatra Cesar Cielo e da professora de educação física Flávia Cielo, começou no Esporte Clube Barbarense (onde sua mãe dava aulas de natação), na cidade paulista de Santa Bárbara d'Oeste, onde nasceu. Posteriormente, nadou pelo Clube de Campo de Piracicaba. Em 2003 transferiu-se para o Esporte Clube Pinheiros, onde treinou por dois anos ao lado de Gustavo Borges, inclusive recebendo do mesmo, como presente, o maiô utilizado por ele nas Olimpíadas de Atenas 2004. Participou de seu primeiro torneio internacional importante no Campeonato Mundial de Natação em Piscina Curta de 2004, ocorrido na cidade de Indianápolis, em outubro de 2004. Aos 17 anos, Cielo ganhou a medalha de prata no revezamento 4x100 metros livre. Também ficou em décimo lugar nos 50 metros livre, em sexto lugar nos 100 metros livre, em quarto lugar no revezamento 4x100 metros medley e em 19º nos 50 metros costas.

### 2006
Em 2006, transferiu-se para Auburn, nos Estados Unidos, onde ganhou uma bolsa de estudos para defender o time de natação da universidade. Para os estudos acadêmicos, o nadador barbarense escolheu comércio exterior, com especialização em espanhol. Lá, foi treinado por Brett Hawke, ex-nadador australiano finalista olímpico, que fez os últimos meses de preparação do brasileiro para a Olimpíada de Pequim em 2008. Seu contrato de bolsa era muito rigoroso, proibindo ao atleta desde ter namoradas até de sair à noite e de beber. Participou, no início de abril, do Campeonato Mundial de Natação em Piscina Curta de 2006 onde ficou em quinto lugar nos 100 metros livre, no 4x100m livre e no 4x200m livre. Em dezembro, começou a se destacar no cenário nacional, ao quebrar o recorde sul-americano de Fernando Scherer nos 100 metros livre, de 48s69, que perdurava desde 1998. À época, fez o tempo de 48s61.

### 2007

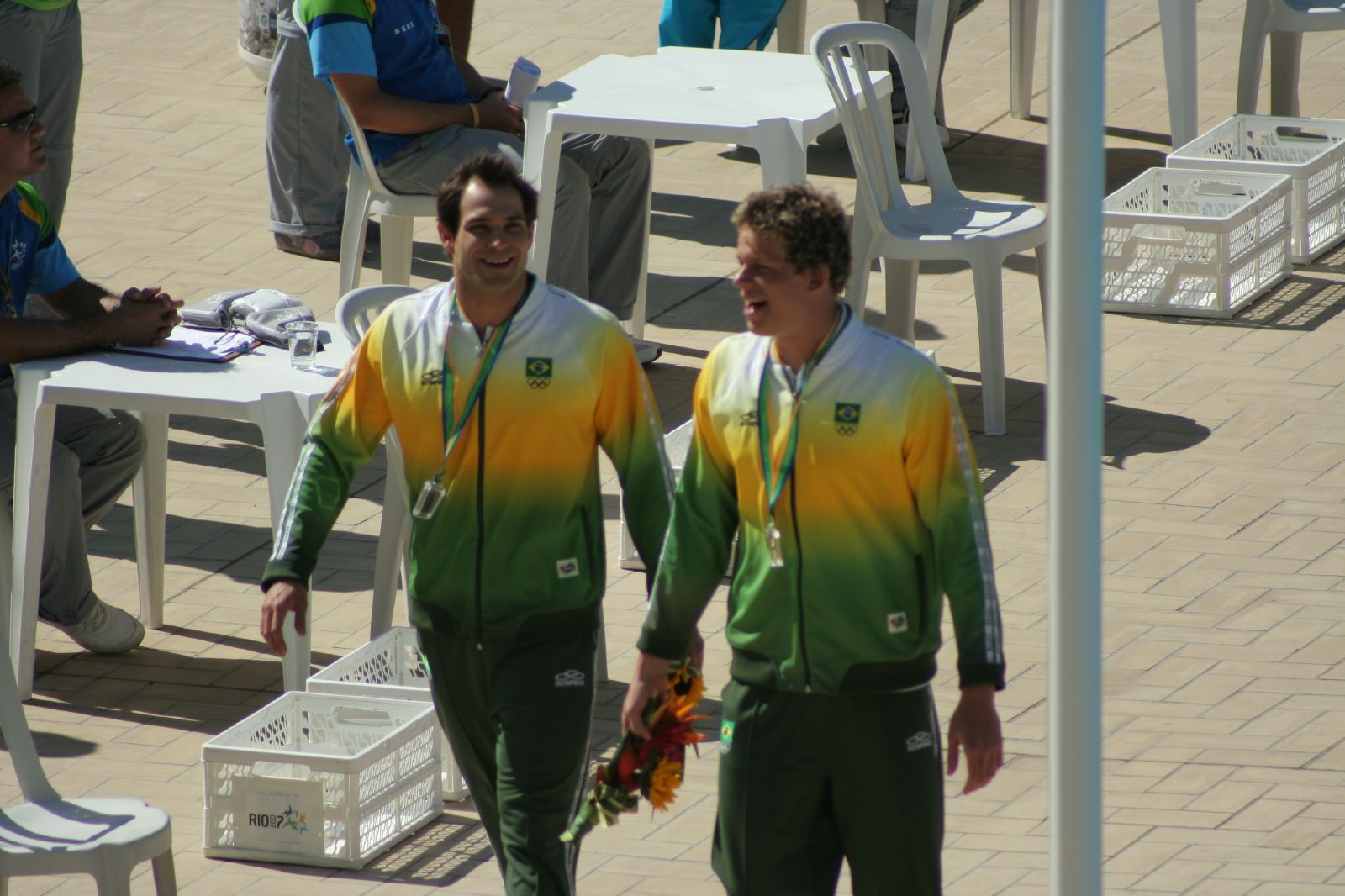
Nicholas Santos e Cesar Cielo nos Jogos Pan-Americanos do Rio de Janeiro 2007.

Foi finalista no 12º Mundial de Esportes Aquáticos de Melbourne 2007 nos 100 metros livre (quarto lugar), 50 metros livre (sexto lugar) e no 4x100 metros livre (oitavo lugar), além de ter obtido o nono lugar nos 4x100 metros medley. Nessa ocasião, se consolidou como maior velocista brasileiro na natação, ao quebrar o recorde sul-americano dos 50 metros livre de Fernando Scherer. Na semifinal da prova, Cielo fez a marca de 22s09, melhorando o tempo de Xuxa, que era de agosto de 1998, em nove centésimos. Posteriormente, ajudou os revezamentos 4x100 metros livre e 4x100 metros medley brasileiros a se classificarem para as Olimpíadas de 2008. Ganhou três medalhas de ouro e uma medalha de prata nos Jogos Pan-Americanos de 2007 no Rio e, na ocasião, foi o primeiro nadador da América do Sul a nadar os 50 metros livre abaixo de 22 segundos.

### 2008
Nos Jogos Olímpicos de Verão de 2008 em Pequim ganhou a primeira medalha de bronze na prova dos 100 metros livre, ficando atrás somente do francês Alain Bernard e do australiano Eamon Sullivan, batendo o recorde sul-americano. Jason Lezak fez o mesmo tempo do nadador barbarense e também ganhou a medalha de bronze.
Na outra prova que participou, na semifinal dos 50 metros livre, o brasileiro quebrou o recorde olímpico com o tempo de 21s34, que pertencia a Alexander Popov desde as Olimpíadas de Barcelona em 1992. Na final da prova dos 50 metros livre, ganhou a medalha de ouro, quebrando novamente o recorde olímpico com o tempo de 21s30, ficando a dois centésimos do recorde mundial (21s28), e se tornou o primeiro brasileiro campeão olímpico na natação. Até a medalha de ouro de Cesar Cielo, os melhores resultados da natação do Brasil haviam sido obtidos por Ricardo Prado, que ganhou a medalha de prata nos 400 metros medley nos Jogos Olímpicos de Los Angeles, em 1984, e por Gustavo Borges, que ganhou a medalha de prata nos 100 metros livre nos Jogos Olímpicos de Barcelona, em 1992, e a medalha de prata nos 200 metros livre nos Jogos Olímpicos de Atlanta, em 1996.
| Data (em Pequim) | Evento           | Resultado | Tempo |
| ---------------- | ---------------- | --------- | ----- |
| 16 de agosto     | 50 metros livre  | Ouro      | 21.30 |
| 14 de agosto     | 100 metros livre | Bronze    | 47.67 |

Nadando pela Universidade de Auburn nas competições da NCAA, Cesar bateu os recordes mundiais nas 50 jardas livres (18s47) e nas 100 jardas livres (40s92).

### 2009

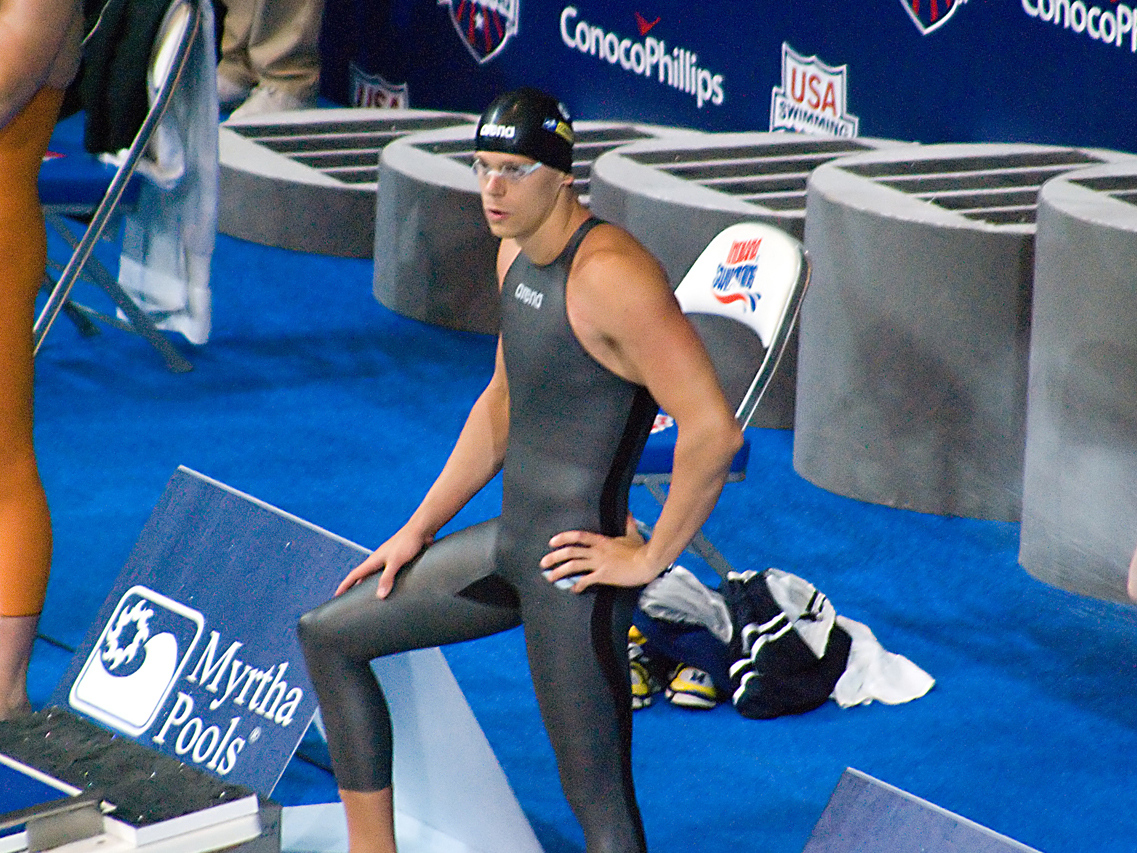
Cesar Cielo no US World Championships Trials (Indianapolis) de 2009.

Em maio, chegou a bater o recorde sul-americano dos 50 metros borboleta, mas a marca durou poucos minutos.
Na seletiva americana de 2009, na prova dos 50 metros livres, fez o tempo de 21s14 na final B (não poderia participar da final A por não ser americano), conseguindo o melhor tempo entre todos os competidores, batendo o recorde das 3 Américas e ficando a 0,20s do recorde mundial de Frederick Bousquet, obtendo na ocasião o 2º melhor tempo da história da prova pela 2ª vez na carreira (a primeira foi na final olímpica de 2008).
No Campeonato Mundial de Roma 2009, levou o revezamento 4x100m livres do Brasil ao 4º lugar, junto com Nicolas Oliveira, Guilherme Roth e Fernando Silva. Nesta prova, ele abriu com o tempo de 47s09, ficando a 0,04s do recorde mundial de Eamon Sullivan, obtendo o 2º melhor tempo da história dos 100m livres.
Na final dos 100 metros livres, o nadador brasileiro conquistou o ouro vencendo o campeão olímpico Alain Bernard e batendo o recorde mundial da prova com 46s91, entrando no seleto panteão dos nadadores que obtiveram em suas carreiras ouro olímpico, ouro no mundial e recordes mundiais.
Na final dos 50 metros livre, Cielo venceu o recordista mundial Frederick Bousquet e conquistou o ouro com 21s08, batendo o recorde da competição e o sul-americano. O brasileiro entrou para a história da natação, sendo o terceiro atleta a conquistar o ouro nos 50 metros livre nos Jogos Olímpicos e no Mundial de forma consecutiva. Somente o russo Alexander Popov e o norte-americano Anthony Ervin haviam conseguido esta marca. E, nos 4x100 metros medley, numa disputa onde os quatro primeiros da prova bateram o recorde mundial dos Estados Unidos em Pequim 2008, levou o Brasil ao quarto lugar, junto com Guilherme Guido, Henrique Barbosa e Gabriel Mangabeira, muito próximo das medalhas de bronze e prata da prova. Suas duas medalhas de ouro no mundial levaram o Brasil ao melhor desempenho na história dos campeonatos mundiais de esportes aquáticos.
Tornou-se o sexto brasileiro a conquistar um recorde mundial em piscina longa na natação, após Maria Lenk, Manuel dos Santos, José Sylvio Fiolo, Ricardo Prado e Felipe França.
Em dezembro, ao participar do Open em São Paulo (última prova oficial com uso dos super trajes tecnológicos no Brasil), César bateu o recorde mundial dos 50 metros livre na final, com o tempo de 20s91.

### 2010
Em 2010, o nadador barbarense se transferiu do Esporte Clube Pinheiros para o Clube de Regatas do Flamengo junto com Henrique Barbosa e Nicholas Santos Cielo, na prática, continuava treinando efetivamente em Auburn,  o que realizava desde 2006, e com o técnico Albertinho, que continua no Pinheiros. A primeira competição onde ele representou o Flamengo foi o Troféu Maria Lenk, em maio.
Em 27 de junho de 2010, ele se tornou o primeiro nadador do mundo a quebrar o antigo recorde mundial dos 50 metros livre de Alexander Popov, de 21s64, sem ajuda dos maiôs tecnológicos. Ele obteve a marca de 21s55 vestindo apenas uma bermuda e venceu o Paris Open.
Em agosto, no Campeonato Pan-Pacífico de Natação de 2010, em Irvine, o brasileiro começou bem, obtendo o ouro na prova dos 50 metros borboleta. Esperava-se que ganhasse também o ouro nos 50 e 100 metros livre, devido ao grande desempenho do Mundial 2009, porém ele obteve a prata nos 50 metros livre e o bronze nos 100 metros livre. Após as provas, ao ser entrevistado, informou que poderia ter havido alguma falha em seu programa de treinamentos, o que teria resultado em falta de resistência durante as provas.
Em dezembro, no Campeonato Mundial de Natação em Piscina Curta de 2010, o time nacional composto de Cielo, Nicholas Santos, Marcelo Chierighini e Nicolas Oliveira ganhou o bronze na prova dos 4x100 metros livre com o tempo de 3m05s74, recorde sul-americano, deixando pra trás a equipe dos Estados Unidos. Na prova dos 50 metros livre, ganhou o ouro com o tempo de 20s51, recorde do continente americano e do campeonato, ficando a apenas 0,21 segundos do recorde mundial de Roland Schoeman (Schoeman bateu o recorde mundial com um super traje tecnológico em 2009, quando ele ainda era permitido, ao passo que Cielo fez esta marca sem uso de super traje). Nos 100 metros livre também obteve o ouro com o tempo de 45s74, recorde sul-americano e do campeonato. Com isso, aos 23 anos de idade, conseguiu unificar os títulos mundiais das duas provas em piscina longa e curta, e se tornou o primeiro brasileiro a obter medalha de ouro nas cinco competições mais fortes da natação das quais um brasileiro pode participar (Olimpíadas, mundiais de piscina longa e curta, Pan-Pacífico e Pan-Americano). Para completar sua participação no mundial, liderou a equipe do 4x100 metros medley à conquista do bronze. Juntamente com Guilherme Guido, Felipe França e Kaio Márcio de Almeida, bateram o recorde sul-americano com o tempo de 3m23s12.

### 2011
Em 2011, o nadador anunciou a criação do P.R.O. 16 – Projeto Rumo ao Ouro em 2016. A iniciativa, idealizada para servir de "Tropa de Elite" da natação brasileira, reuniria, além de Cielo, que estaria à frente do projeto, outros seis nadadores - André Schultz, Leonardo de Deus, Nicholas dos Santos, Henrique Rodrigues, Tales Cerdeira e Vinícius Waked -, todos selecionados pelo potencial de medalhas nos Jogos Olímpicos de 2016, no Rio de Janeiro. A ideia seria preparar os nadadores também para as outras principais competições da categoria nos próximos anos.
No Campeonato Mundial de Esportes Aquáticos de 2011, realizado em Xangai, China, ganhou o ouro na prova dos 50 metros borboleta com o tempo de 23s10. Na prova dos 100 metros livre, Cielo fez 48s01, melhor tempo de sua vida sem o uso de super trajes tecnológicos, mas acabou na quarta posição, a um centésimo do bronze e a seis centésimos da prata. O vencedor da prova foi James Magnussen, que havia surpreendido ao fazer 47s49 na abertura dos 4x100 metros livre alguns dias antes. No dia 30 de julho, tornou-se bicampeão mundial dos 50 metros livre ao vencer a final com o tempo de 21s52.
Nos Jogos Pan-Americanos de Guadalajara 2011, Cielo obteve quatro ouros, nas provas dos 50 e 100 metros livre, e nos revezamentos 4x100 metros livre e 4x100 metros medley, batendo o recorde dos Jogos Pan-Americanos nas três primeiras provas. Destaque para a marca de 47s84 nos 100 metros livre, o melhor tempo de sua vida sem o uso de super trajes tecnológicos.

#### Doping
Em 1º de junho de 2011 a Confederação Brasileira de Desportos Aquáticos divulgou que nos exames anti-dopagem de César Cielo, Nicholas Santos, Henrique Barbosa e Vinícius Waked, durante o Troféu Maria Lenk deste ano, havia sido encontrada a substância furosemida, um diurético proibido pela Agência Mundial Antidoping que pode ser usado para mascarar o consumo de outras substâncias. Cielo e os outros nadadores alegaram contaminação cruzada de um suplemento de cafeína. A CBDA aplicou apenas uma advertência.
A Federação Internacional de Natação (FINA) remeteu o caso ao Tribunal Arbitral do Esporte, pedindo suspensão de três meses para os atletas, suficiente para tirar Cielo do Campeonato Mundial de Esportes Aquáticos de 2011. Havia inclusive a possibilidade de uma pena mais longa que, se fosse superior a seis meses de suspensão, tiraria os atletas também dos Jogos Olímpicos de 2012. No dia 21 de julho de 2011, às vésperas das competições de natação do mundial, o TAS confirmou a advertência para os atletas, exceto para Vinicius Waked, suspenso por um ano por reincidência. O TAS explicou ter se convencido de que a furosemida não teve por objetivo melhorar o desempenho dos atletas ou mascarar o uso de alguma outra substância capaz de melhorar o desempenho. Cielo recebeu apenas uma advertência e escapou de um gancho que poderia chegar a dois anos.
No entanto, o caso ainda suscita críticas. O ex-nadador francês Amaury Leveaux, em sua biografia intitulada Sexo, Drogas e Natação, citou Cielo, que foi responsável por deixá-lo com a medalha de prata nos 50 metros livre nos Jogos Olímpicos de Pequim, na China, em 2008. Em um dos trechos do livro, o francês compara Cielo ao ciclista norte-americano Lance Armstrong, que foi banido do esporte por uso de doping. Leveaux relembra o caso de doping de Cielo em 2011 e o fato de ele ter escapado ileso em julgamento realizado pela Corte Arbitral do Esporte (CAS) às vésperas do Mundial de Xangai. "O que me parece um problema é o comportamento de Cielo e de outros nadadores. Em várias ocasiões ele foi suspeito de fazer trapaças. [...] Quando Cesar Cielo foi julgado, ele sabia que não seria punido", afirmou Leveaux.

### 2012

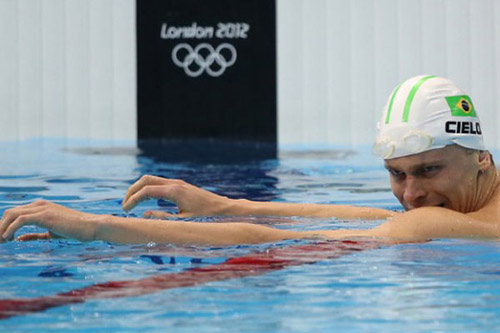
Cielo nos Jogos Olímpicos de Londres 2012

Em 25 de abril de 2012, participando do Troféu Maria Lenk no Rio de Janeiro, o nadador barbarense fez a marca de 21s38 na prova dos 50 metros livre, obtendo a melhor marca do ano, e ficando perto da melhor marca da história da prova sem o uso de super trajes, 21s36 de Frédérick Bousquet. Um dia depois, bateu o recorde do continente americano dos 50 metros borboleta com a marca de 22s76, batendo o recorde anterior de 22s87 de Nicholas Santos.
Nos Jogos Olímpicos de Londres 2012, foi à final dos 100 metros livre, ficando em sexto lugar. Na final, ele fez 47s92. O ouro ficou com o norte-americano Nathan Adrian (47s52), seguido do australiano James Magnussen (47s52) e do canadense Brent Hayden (47s80). Na prova dos 50 metros livre, onde era favorito ao ouro, chegou a se classificar em primeiro lugar na semifinal; na final não fez uma boa prova, mas conseguiu ganhar sua terceira medalha olímpica, obtendo o bronze com a marca de 21s59.
No final do ano, Cielo fez uma operação nos dois joelhos.

### 2013
Em fevereiro, Cielo voltou a treinar com seu antigo técnico, o australiano Brett Hawke. O brasileiro passou a cumprir a programação planejada pelo treinador, acompanhado de perto pelo assistente de Hawke, o americano Scott Goodrich, em São Paulo, que assumiu os treinos de Cielo. Com contrato até o fim de 2016, Alberto Silva, o Albertinho, seguiu como técnico principal do grupo.
Em abril, Cielo confirmou vaga para o Campeonato Mundial de Esportes Aquáticos de 2013 em Barcelona, na prova dos 50 metros livre, com a segunda melhor marca do mundo no ano: 21s57.
No Campeonato Mundial, Cielo se tornou bicampeão dos 50 metros borboleta, com as marcas de 22s86 na semifinal e 23s01 na final. Na final dos 50 metros livre, numa prova de altíssimo nível técnico onde nadaram três campeões olímpicos da prova (Manaudou, Cielo e Ervin) e outras lendas da prova, Cielo fez o melhor tempo de sua vida sem super trajes, 21s32 (recorde mundial não-oficial da prova sem os super trajes), se tornando o primeiro tricampeão mundial da prova. Foi sua sexta medalha de ouro em provas individuais em campeonatos mundiais. Com isso, Cielo superou Alexander Popov e se tornou o velocista com mais ouros individuais na história dos mundiais. Na natação masculina, apenas quatro pessoas conseguiram mais ouros individuais em mundiais do que Cielo: Aaron Peirsol e Grant Hackett com sete ouros, ambos aposentados da natação; Ryan Lochte, com nove ouros, que ainda está na ativa; e Michael Phelps, com 15 ouros.[carece de fontes?]

### 2014
Em março de 2014, Cielo assinou contrato com o Minas Tênis Clube até os Jogos Olímpicos de 2016. Já disputando pela equipe do Minas, em abril de 2014 Cielo participou do Troféu Maria Lenk em São Paulo. No dia 23 ele terminou os 50 metros livre com 21s39, conquistando o melhor tempo do ano. Dois dias depois ele conquistou a prova dos 50 metros borboleta com o tempo de 23s01, obtendo também a melhor marca do ano. No dia 26, Cielo ganhou a prova dos 100 metros livre com o tempo de 48s13, terceira melhor marca no ano, atrás somente de James Magnussen (47s59) e de Cameron McEvoy (47s65).[carece de fontes?]
Em setembro, Cielo participou do Troféu José Finkel (piscina curta) em Guaratinguetá. No dia 3, ele terminou os 50 metros livre com tempo de 20s68, conquistando o melhor tempo do ano. Três dias depois, ele conquistou os 100 metros livre com tempo de 46s08, novamente obtendo a melhor marca do ano. No dia 5, ele terminou em segundo a prova dos 50 metros borboleta com tempo de 22s46, obtendo o terceiro melhor tempo do ano, atrás apenas de Chad Le Clos e Nicholas Santos.[carece de fontes?]
No Campeonato Mundial de Natação em Piscina Curta de 2014, Cielo conquistou três medalhas de ouro e duas de bronze, na maior participação brasileira de todos os tempos, onde o país ganhou a competição pela primeira vez. No revezamento 4x50 metros medley masculino, formado por Cielo, Felipe França, Nicholas Santos e Guilherme Guido, considerado o "Dream Team" da prova pelo próprio Cielo (por conter somente medalhistas ou campeões mundiais em suas respectivas provas individuais), o Brasil ganhou o ouro estraçalhando o recorde mundial com a marca de 1m30s51. A França chegou em segundo lugar, também batendo o recorde anterior, porém com a distante marca de 1m31s25.  Na prova dos 50 metros livre, Cielo se classificou para a final em primeiro lugar com a marca de 20s80, mas na final teve problemas em sua largada e na virada dos 25 para os 50 metros, terminando com o tempo de 20s88 e obtendo o bronze. Seu rival, o francês Florent Manaudou obteve o ouro, batendo o recorde mundial da prova. Cielo também ajudou o revezamento brasileiro dos 4x50 metros livre misto (formado por Cielo, João de Lucca, Etiene Medeiros e Larissa Oliveira) a obter a medalha de bronze, batendo o recorde sul-americano com a marca de 1m29s17, a apenas quatro centésimos da Rússia, que obteve a medalha de prata. Nesta prova, Cielo abriu com o tempo de 20s65, mostrando que poderia ter feito um tempo melhor na final dos 50 metros livre. No último dia da competição, Cielo obteve a revanche contra Manaudou, na prova dos 100 metros livre, onde Manaudou também era favorito, mas acabou sendo derrotado por Cielo, que obteve o ouro com a marca de 45s75. Cielo ainda fechou a competição com chave de ouro, liderando o quarteto brasileiro a um inédito ouro no tradicional revezamento 4x100 metros medley masculino, com a marca de 3m21s14, recorde sul-americano. Cielo pegou o revezamento em quarto lugar e ultrapassou a todos, com uma incrível parcial de 44s67.

### 2015

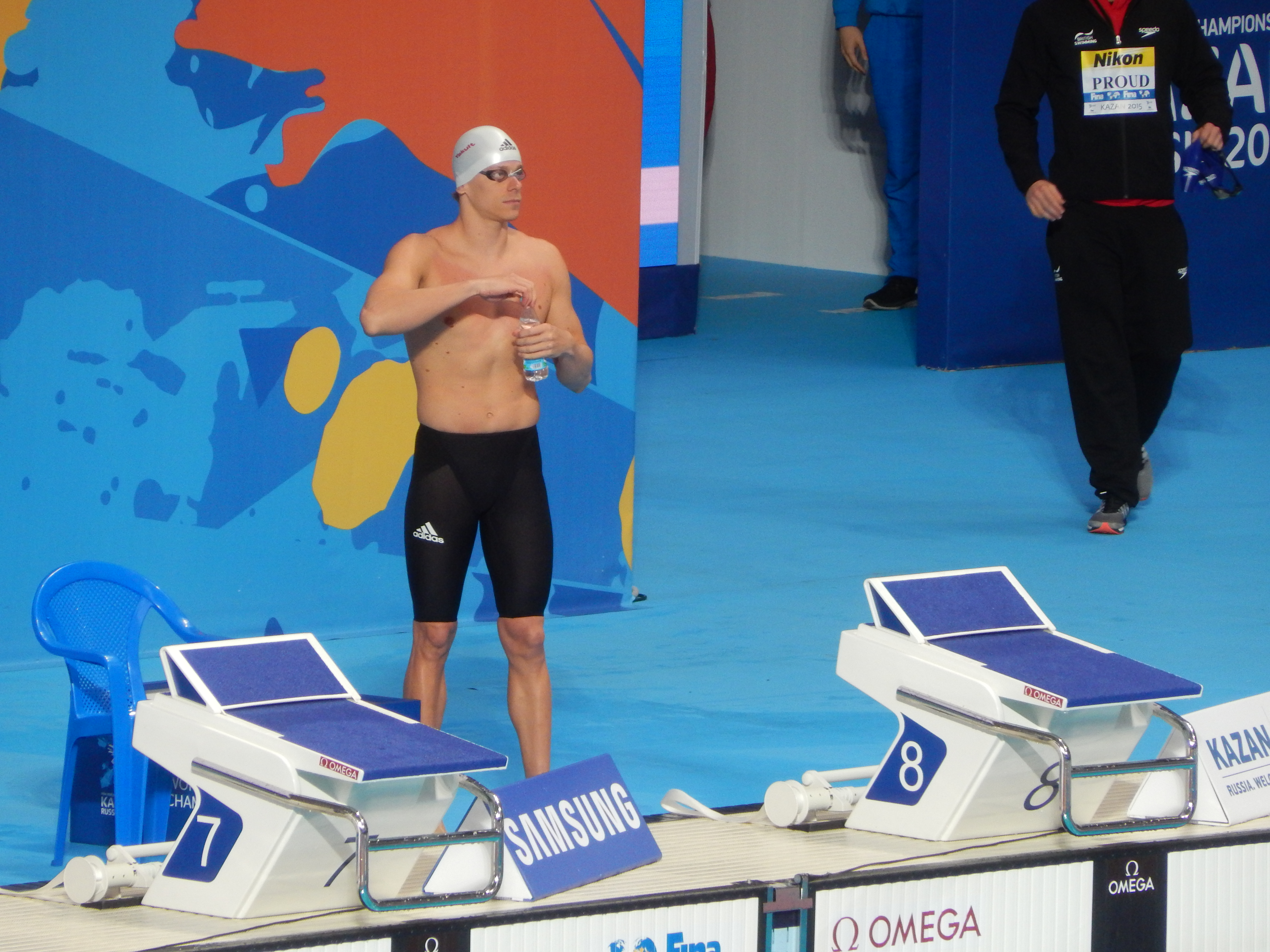
Cielo na final dos 50m borboleta do Mundial de 2015

Cielo não participou dos Jogos Pan-Americanos de 2015 em Toronto, Ontário, Canadá, visando o Campeonato Mundial, que aconteceria depois de alguns dias.
No Campeonato Mundial de Esportes Aquáticos de 2015 em Kazan, o Brasil terminou em quarto lugar no 4 × 100 metros livre, em um revezamento composto por Bruno Fratus, Marcelo Chierighini, Matheus Santana e João de Lucca. César Cielo não nadou na final - apesar de ser um participante do campeonato, ele estava sofrendo com dor no ombro. Segundo o médico da Confederação Brasileira de Desportos Aquáticos (CBDA), Gustavo Magliocca, Cielo apresentou uma inflamação do tendão supraespinhal. A lesão é considerada comum nos atletas, e estava sendo tratada com fisioterapia. Devido ao problema, nos 50 metros borboleta, Cielo lutou nas eliminatórias e nas semifinais, mas terminou na sexta colocação na final. Em 5 de agosto, Cielo abandonou a competição devido ao aumento de sua lesão.

### 2016
Em abril de 2016, no Troféu Maria Lenk, realizado no Rio de Janeiro, Cielo não conseguiu se classificar para as Olimpíadas de 2016. Nos 100 metros livres, Cielo nadou 48s97 nas eliminatórias e optou por não participar da final. Assim, Cielo terminou com a sétima posição no Brasil e ficou oficialmente fora do 4 × 100 livre. Nos 50 metros livres, Cielo venceu as eliminatórias com 21s99, ficando temporariamente com a segunda vaga do Brasil. No entanto, na final, Ítalo Duarte terminou em segundo, com o tempo de 21s82. Cielo terminou em terceiro, com o tempo de 21s91. As vagas olímpicas do Brasil ficaram com Bruno Fratus e Ítalo Duarte.

### 2017
No Mundial de Esportes Aquáticos de 2017, em Budapeste, no revezamento 4 × 100 metros livres, a equipe brasileira composta por Cielo, Bruno Fratus, Marcelo Chierighini e Gabriel Santos alcançou um resultado histórico ao conquistar a medalha de prata, o melhor resultado brasileiro de todos os tempos no Campeonato Mundial. O Brasil bateu o recorde Sul-americano de 2009, ainda na era dos super-trajes, com um tempo de 3m10s34, apenas 0,28s atrás da equipe dos EUA. A última medalha do Brasil nesta prova, no Mundial, havia sido obtida em 1994. Ele também terminou em 8º nos 50 metros livres.

### 2018
No Campeonato Mundial de Piscina Curta de 2018 em Hangzhou, China, Cielo, juntamente com Marcelo Chierighini, Matheus Santana e Breno Correia, conquistou a medalha de bronze nos 4 × 100 metros livres, com um tempo de 3m05s15, estabelecendo novo recorde Sul-americano. Com isso, Cielo se tornou o atleta brasileiro com mais medalhas em Campeonatos Mundiais em qualquer esporte, superando Robert Scheidt (18 medalhas contra 17 do velejador).

## Vida pessoal
Paralelamente à sua carreira no esporte, Cielo também é empresário, agendador de outros atletas e administra desde dezembro de 2010 um restaurante chamado Original da Granja, localizado na cidade de São Paulo, que lhe garante patrocínios.
Já namorou a Miss Brasil 2011, Priscila Machado.
Em outubro de 2012, ele foi fotografado com sua nova namorada, a modelo Kelly Gisch. Cielo se casou com Gisch, e seu filho, Thomas, nasceu em setembro de 2015.

## Recordes

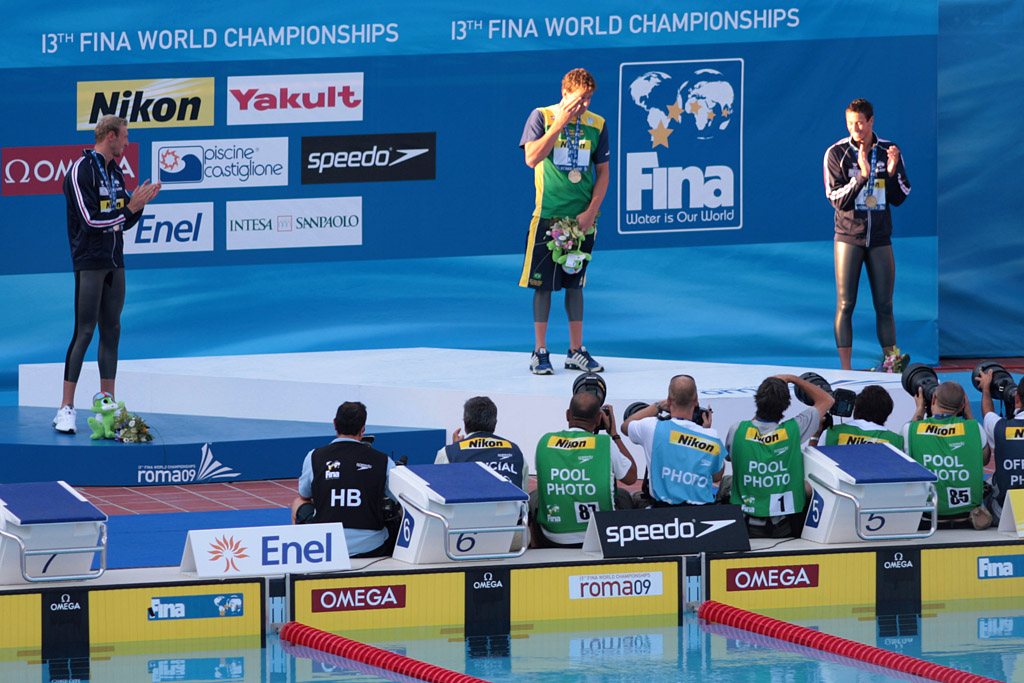
Cesar Cielo bateu o recorde mundial dos 100 metros livre no Mundial de Roma 2009.

O recorde olímpico dos 50 metros livre, estabelecido por Cielo em Pequim 2008 (21s30), só foi quebrado em Tóquio 2020, e apenas na final.
Seu tempo de 46s91 nos 100m livres só deixou de ser recorde mundial em 2022, 13 anos depois, quando David Popovici da Romênia fez 46s86, e só deixou de ser recorde das Américas em 2025, 16 anos depois, quando Jack Alexy dos EUA fez 46s81.
Cesar Cielo é o atual detentor dos seguintes recordes:
| Prova                   | Marca   | Data                   | Recorde        | Tipo de piscina |
| ----------------------- | ------- | ---------------------- | -------------- | --------------- |
| 50 metros livre         | 20s91   | 18 de dezembro de 2009 | Mundial        | longa           |
| 4x50 metros livre       | 1m26s12 | 18 de dezembro de 2009 | sul-americano  | longa           |
| 4x100 metros livre      | 3m10s34 | 23 de julho de 2017    | sul-americano  | longa           |
| 4x100 metros medley     | 3m29s16 | 2 de agosto de 2009    | sul-americano  | longa           |
| 50 metros livre         | 20s51   | 17 de dezembro de 2010 | das 3 Américas | curta           |
| 4x100 metros livre      | 3m05s15 | 11 de dezembro de 2018 | sul-americano  | curta           |
| 4x50 metros medley      | 1m30s51 | 4 de dezembro de 2014  | mundial        | curta           |
| 4x100 metros medley     | 3m21s14 | 7 de dezembro de 2014  | sul-americano  | curta           |
| 4x50 metros livre misto | 1m29s17 | 6 de dezembro de 2014  | sul-americano  | curta           |

Cielo também é ex-detentor dos seguintes recordes:
| Prova               | Marca   | Data                   | Recorde        | Tipo de piscina |
| ------------------- | ------- | ---------------------- | -------------- | --------------- |
| 100 metros livre    | 46s91   | 30 de julho de 2009    | mundial        | longa           |
| 50 metros livre     | 21s30   | 16 de agosto de 2008   | olímpico       | longa           |
| 50 metros borboleta | 22s76   | 26 de abril de 2012    | das 3 Américas | longa           |
| 100 metros livre    | 45s74   | 19 de dezembro de 2010 | sul-americano  | curta           |
| 4x200 metros livre  | 7m06s09 | 6 de abril de 2006     | sul-americano  | curta           |

## Principais resultados
| Ano  | Torneio                             | Local                         | Prova                    | Resultado | Marca   | Recorde                                                  |
| ---- | ----------------------------------- | ----------------------------- | ------------------------ | --------- | ------- | -------------------------------------------------------- |
| 2004 | Campeonato Mundial em Piscina Curta | Indianapolis, EUA             | 4x100 metros livre       | 2º        | 3:12.73 |                                                          |
| 2007 | Jogos Pan-americanos                | Rio de Janeiro, Brasil        | 50 metros livres         | 1º        | 21.84   | Recorde dos Jogos Pan-Americanos · Recorde sul-americano |
| 2007 | Jogos Pan-americanos                | Rio de Janeiro, Brasil        | 100 metros livres        | 1º        | 48.79   | Recorde dos Jogos Pan-Americanos                         |
| 2007 | Jogos Pan-americanos                | Rio de Janeiro, Brasil        | 4x100 metros livre       | 1º        | 3:15.90 | Recorde dos Jogos Pan-Americanos · Recorde sul-americano |
| 2007 | Jogos Pan-americanos                | Rio de Janeiro, Brasil        | 4x100 metros medley      | 2º        | 3:35.81 | Recorde sul-americano                                    |
| 2008 | Jogos Olímpicos                     | Pequim, China                 | 50 metros livre          | 1º        | 21.30   | Recorde olímpico · Recorde da América                    |
| 2008 | Jogos Olímpicos                     | Pequim, China                 | 100 metros livre         | 3º        | 47.67   | Recorde sul-americano                                    |
| 2009 | Campeonato Mundial                  | Roma, Itália                  | 50 metros livre          | 1º        | 21.08   | Recorde do campeonato · Recorde da América               |
| 2009 | Campeonato Mundial                  | Roma, Itália                  | 100 metros livre         | 1º        | 46.91   | Recorde mundial                                          |
| 2010 | Pan-Pacífico                        | Irvine, EUA                   | 50 metros borboleta      | 1º        | 23.03   | Recorde do campeonato                                    |
| 2010 | Pan-Pacífico                        | Irvine, EUA                   | 50 metros livre          | 2º        | 21.57   |                                                          |
| 2010 | Pan-Pacífico                        | Irvine, EUA                   | 100 metros livre         | 3º        | 48.48   |                                                          |
| 2010 | Campeonato Mundial em Piscina Curta | Dubai, Emirados Árabes Unidos | 50 metros livre          | 1º        | 20.51   | Recorde do campeonato · Recorde da América               |
| 2010 | Campeonato Mundial em Piscina Curta | Dubai, Emirados Árabes Unidos | 100 metros livre         | 1º        | 45.74   | Recorde do campeonato · Recorde sul-americano            |
| 2010 | Campeonato Mundial em Piscina Curta | Dubai, Emirados Árabes Unidos | 4x100 metros livre       | 3º        | 3:05.74 | Recorde sul-americano                                    |
| 2010 | Campeonato Mundial em Piscina Curta | Dubai, Emirados Árabes Unidos | 4x100 metros medley      | 3º        | 3:23.12 | Recorde sul-americano                                    |
| 2011 | Campeonato Mundial                  | Xangai, China                 | 50 metros livre          | 1º        | 21.52   |                                                          |
| 2011 | Campeonato Mundial                  | Xangai, China                 | 50 metros borboleta      | 1º        | 23.10   |                                                          |
| 2011 | Jogos Pan-americanos                | Guadalajara, México           | 50 metros livre          | 1º        | 21.58   | Recorde dos Jogos Pan-Americanos                         |
| 2011 | Jogos Pan-americanos                | Guadalajara, México           | 100 metros livre         | 1º        | 47.84   | Recorde dos Jogos Pan-Americanos                         |
| 2011 | Jogos Pan-americanos                | Guadalajara, México           | 4x100 metros livre       | 1º        | 3:14.65 | Recorde dos Jogos Pan-Americanos                         |
| 2011 | Jogos Pan-americanos                | Guadalajara, México           | 4x100 metros medley      | 1º        | 3:34.58 |                                                          |
| 2012 | Jogos Olímpicos                     | Londres, Inglaterra           | 50 metros livre          | 3º        | 21.59   |                                                          |
| 2013 | Campeonato Mundial                  | Barcelona, Espanha            | 50 metros borboleta      | 1º        | 23.01   |                                                          |
| 2013 | Campeonato Mundial                  | Barcelona, Espanha            | 50 metros livre          | 1º        | 21.32   |                                                          |
| 2014 | Campeonato Mundial em Piscina Curta | Doha, Qatar                   | 100 metros livre         | 1º        | 45.75   |                                                          |
| 2014 | Campeonato Mundial em Piscina Curta | Doha, Qatar                   | 4x50 metros medley       | 1º        | 1:30.51 | Recorde mundial                                          |
| 2014 | Campeonato Mundial em Piscina Curta | Doha, Qatar                   | 4x100 metros medley      | 1º        | 3:21.14 | Recorde sul-americano                                    |
| 2014 | Campeonato Mundial em Piscina Curta | Doha, Qatar                   | 50 metros livre          | 3º        | 20.88   |                                                          |
| 2014 | Campeonato Mundial em Piscina Curta | Doha, Qatar                   | 4x50 metros livres misto | 3º        | 1:29.17 | Recorde sul-americano                                    |
| 2017 | Campeonato Mundial                  | Budapeste, Hungria            | 4x100 metros livre       | 2º        | 3:10.34 | Recorde sul-americano                                    |
| 2018 | Campeonato Mundial em Piscina Curta | Hangzhou, China               | 4x100 metros livre       | 3º        | 3:05.15 | Recorde sul-americano                                    |
| 2018 | Campeonato Mundial em Piscina Curta | Hangzhou, China               | 4x50 metros medley       | 3º        | 1:31.49 |                                                          |